# Rotimi
Olurotimi Akinosho (Maplewood, 30 de novembro de 1988), conhecido profissionalmente como Rotimi, é um ator, cantor e modelo norte-americano de descendência nigeriana. Olurotimi é conhecido pela participação na série Boss e no filme Imperial Dreams (2014).